# اوهنیتش
اوهنیتش (به چکی: Ohníč) یک منطقهٔ مسکونی در جمهوری چک است که در ناحیه تپلیتسه واقع شده‌است. اوهنیتش ۷٫۰۷ کیلومتر مربع مساحت و ۷۷۵ نفر جمعیت دارد و ۱۹۵ متر بالاتر از سطح دریا واقع شده‌است.